# I Want You, I Need You, I Love You
"I want you, I need you, I love you", traducida literalmente en español como "Te quiero, te necesito, te amo" es una canción escrita por Maurice Mysels e Ira Kosloff. Fue el séptimo disco sencillo de Elvis Presley en el sello RCA Victor, producido por Steve Sholes. Fue lanzado al mercado en mayo de 1956, convirtiéndose en el segundo sencillo número uno de Presley en las listas de música country y alcanzando el puesto número 3 en la lista Billboard Top 100 de EE. UU., una versión anterior del Billboard Hot 100 de EE. UU. Antes del establecimiento de la lista Billboard Hot 100 en 1958, había una serie de listas que incluían reproducciones de Jukebox, listas de tiendas y listas de Airplay;. La canción alcanzó el número 1 en la lista Billboard Top Sellers in Stores.

## Grabación
Durante abril de 1956, Variety informó que el sexto sencillo de RCA Victor de Presley, "Heartbreak Hotel", había vendido un millón de copias. El productor de RCA Victor, Steve Sholes, quería un sencillo potente para el próximo lanzamiento, consciente de que no había mucho material bueno disponible. Debido a la apretada agenda de giras de Presley, Sholes necesitaba llevarlo al estudio lo antes posible.
Presley y su banda alquilaron un pequeño avión de hélice a Nashville para un día de grabación entre espectáculos. En ruta desde Amarillo, el avión tuvo problemas con el motor y descendió del cielo varias veces. Al llegar a Nashville en la mañana del 14 de abril, los cuatro músicos estaban desconcertados.  Presley llegó a los estudios RCA Victor sin ideas para la sesión de grabación y por lo tanto no tuvo más remedio que utilizar las sugerencias de Sholes, una de las cuales fue "Te quiero, te necesito, te amo".
Siéndole requerido el trabajar hasta tarde, sumado a su experiencia traumática durante el vuelo nocturno, la sesión de grabación fue mala.  Toma tras toma se arruinó por una razón u otra y la banda no estaba relajada. Presley, que solía estudiar muy rápido una canción, antes de grabarla, no podía entender bien la letra. Después de 17 tomas dadas durante tres horas, Sholes decidió que Presley y la banda no podían grabar correctamente y los envió a casa.
Después de la sesión, Sholes volvió a escuchar las tomas. No estaba contento con los resultados de lo que consideraba una sesión poco profesional y en vano. Había costado 1.000 dólares transportar a Presley y su banda en un vuelo privado, y Sholes le hizo saber al mánager de Presley, el coronel Tom Parker, que no estaba satisfecho con el trabajo y necesitaba material urgentemente para un segundo álbum. Sabía que con la apretada agenda de giras de Presley, podrían pasar meses antes de que RCA Victor lo consiguiera de nuevo para estar en el estudio. Realizando lo que era un procedimiento muy raro en su momento (aunque hoy es una manera habitual de grabación) y generalmente infructuoso en la década de 1950, Sholes tomó partes de dos tomas que le gustaban (tomas 14 y 17), las cortó y las unió para crear una toma digna de ser publicada.

## Recepción
"Te quiero, te necesito, te amo" estaba respaldada en su cara B por "My baby left me" ("Mi chica me dejó" ) y fue lanzado el 4 de mayo de 1956. Los pedidos anticipados de más de 300.000 copias fueron los mayores en la historia de la empresa. En el momento de su lanzamiento, Presley tenía tres canciones en el Top 20: "Heartbreak Hotel/I Was the One", "My Baby Left Me" y "I Want You, I Need You, I Love You". El 5 de junio de 1956, Presley interpretó la canción en The Milton Berle Show, así como una primera versión de "Hound Dog" que resultó en una reacción abrumadoramente favorable e indignación al mismo tiempo, de la audiencia debido a los movimientos sensuales corporales de Elvis. A pesar de la acalorada controversia pública, el sencillo fue en general bien recibido, alcanzando el puesto número 3 en la lista Billboard Top 100 y el puesto número 1 en la lista de música country. La canción obtuvo un segundo disco de oro para Presley, con ventas superiores a 1,3 millones.

## En la cultura popular
John Lennon mencionó la canción en la entrevista final que grabó el 8 de diciembre de 1980, y señaló: "Si escucho a Elvis, lo escuché cantar "I Want You, I Need You, I Love You" el otro día, quiero decir, estaba simplemente en el cielo. Quiero decir, por supuesto que estaba volviendo a mi juventud y recordando las fechas y lo que estaba pasando cuando escuché esa música”.
En el libro autobiográfico "Elvis y yo" Priscilla Beaulieu cuenta que cuando comenzó a citarse con Elvis en Alemania, durante el último año del servicio militar del cantante, la primera vez en la que Elvis y su padre Vernon Presley iban a presentarse formalmente frente a los padres de ella, Priscilla dos horas antes ya estaba lista esperándolo y no paraba de escuchar en su tocadiscos los temas "Old ship", "I was the one" y "I want you, I need you, I love you" sin interrupción.